# Osek
För andra betydelser, se Osek (olika betydelser).
Osek (tyska: Ossegg), är en stad i Tjeckien, vid foten av Erzgebirge, 80 kilometer nordväst om Prag. Per den 1 januari 2016 hade staden 4 773 invånare.
Befolkningen bestod före 1945 av en blandning mellan sudettyskar och tjecker. Dess märkligaste byggnad är det 1199 grundade cisterciensklostret, där den gotiska kapitelhallen är bibehållen. Kyrkan ombyggdes praktfullt under 1600-talet. Klostret har ett värdefullt bibliotek och omges av en vacker park.
Tidigare förekommen en omfattande brunkolsbrytning runt staden.